# Komako Kimura
Komako Kimura (木村 駒子, Kimura Komako, 29. července 1887 Tokio – 10. července 1980) byla japonská sufražetka, herečka, tanečnice, divadelní manažerka a redaktorka časopisu. Její literární i divadelní dílo ovlivnilo hnutí za ženská práva a volební právo žen v Japonsku.

## Životopis
Narodila 29. července 1887 v Tokiu jako nejmladší ze tří sester. V uměleckém oboru se vzdělávala od útlého věku. Ve třech letech se začala učit tradiční tanec nihon bujó a v pěti divadlo kabuki. Její otec, který byl hlavním sekretářem obchodníka s hasičskými čerpadly, přišel kvůli vyděračskému lichváři o všechny peníze, což ho donutilo odstěhovat se za prací na Tchaj-wan a opustit rodinu, když bylo Komako osm let. Komako využila svého tanečního a divadelního vzdělání, aby uživila rodinu a připojila se k putovnímu divadlu v Kumamoto. V raném věku navštěvovala školu založenou Džunko Takezaki, kde byly dívky vedeny nejen k tomu, aby se učily a staly se dobrými, tradičními japonskými manželkami a matkami, ale také k tomu, jak „být osobností”. Po škole ji inspirovali myslitelé jako byli Goethe, Byron, Maeterlinck, Wilde a Emerson. Velký vliv na ni měly také myšlenky švédské feministky Ellen Key.

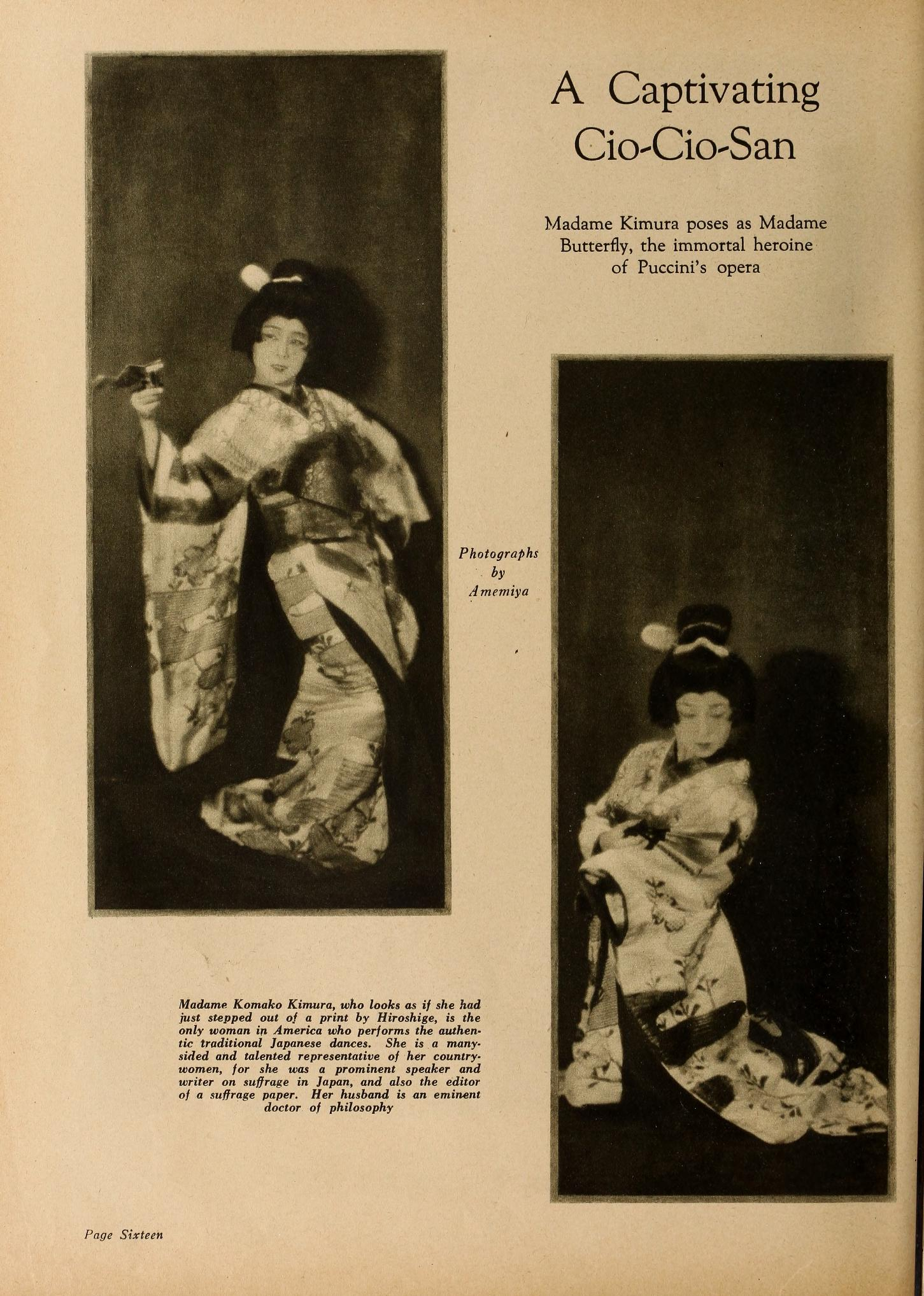
Komako jako Čó-Čó-san v Pucciniho opeře Madam Butterfly

### Kariéra
Ve své době byla kontroverzní kvůli své vzdorovitosti a to jak v divadelním životě, tak v práci pro hnutí za volební právo žen. V roce 1908 se jí narodilo nemanželské dítě. Komako kvůli tomu byla ostrakizována, což jí ztěžovalo udržet si zaměstnání. Ačkoli sama nebyla socialistkou, chtěla, aby v Japonsku byla větší otevřenost v myšlení a umění, proto psala do socialistického časopisu Kumamoto hyóron. Po lednu 1908, když vyšlo najevo, že má nemanželské dítě, již její jméno u článků nechtěli otisknout. Stejnou zkušenost měla i po přijetí do herecké školy, kde opět po zjištění, že není vdaná a má dítě, byla ze školy vyhozena.

### Divalo
Byla ředitelkou dvou tokijských divadel: Kimura Komako a Tokiwaza. Sama za svůj život účinkovala v 500 hrách, např. v rolích Shakespearovkých hrdinek jako La Tosca, Monna Vanna a Camille. Milovala jeviště, protože to byl jeden z mála způsobů, jak se ženy mohly prosadit ve společnosti ovládané muži, neboť „pouze na jevišti ženy mají možnost mluvit s muži o věcech”, což nepříslušelo ani jejich manželkám. Na jevišti a po představeních nebyla vnímána jako méněcenná. Mohla mluvit a stýkat se s mocnými muži, kteří na oplátku naslouchali jejím názorům a nechávali se jimi ovlivňovat.

### Sdružení nových pravých žen
V roce 1912 vytvořila spolu s dalšími dvěma ženami, Fumiko Nišikawou (1882–1960) a Micuko Mijazaki, hnutí nazvané „Sdružení nových pravých žen” (Šinšinfudžinkai), a to navzdory jejich zdánlivě odlišným osobnostem. Společně vytvořily cyklus přednášek a časopis, obojí pod názvem „Nová pravá žena” (Šinšinfudžin). První projev, který Komako přednesla, se uskutečnil v roce 1913 a nesl název „Láska a seberealizace pro ženy”. Jejím cílem bylo rozšířit časopis „Nová pravá žena” v Americe, Japonsku a Evropě. V první vydání časopisu Komako popsala, že nechce pouze změnit zákon a dát mužům a ženám stejná práva jen na papíře. Jejím cílem bylo vychovat z žen přemýšlivé feministky se silnou vůlí,  kterým bude poskytnuto stejné vzdělání jako mužům a které se již nebudou muset při rozhodování o sobě odvolávat mužů ve svém životě.

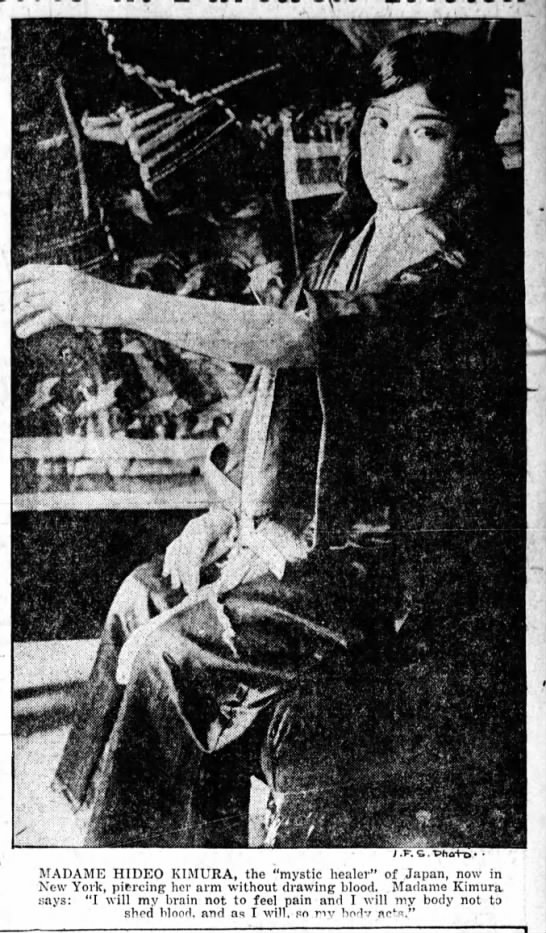
Komako praktikující akupunkturu, Evening Public Ledger (1919)

V roce 1917 navštívila Ameriku. V této době usilovala o dosažení volebního práva žen v Japonsku již asi pět let, ale bezvýsledně. Problémy s financováním, odpor vlády a nedostatek japonských precedentů týkajících se hnutí za práva žen, bránily Komako v dalším pokroku. Do Ameriky vyrazila, aby se inspirovala od amerických žen, které obdivovala za to, jak dokázaly pomocí oblečení a líčení vyjádřit svoji osobnost. Kritizovala japonskou společnost, že ženám vnucuje konformitu tím, že si kvůli omezující povaze tradičního japonského oděvu, musí hodinu upravovat vlasy a šaty a pak se nemohou celý den pohybovat bez potíží. Během své návštěvy se setkala s první ženskou členkou amerického kongresu Jeanette Rankin a také s prezidentem Woodrowem Wilsonem. Dne 27. října 1917 se také slavně zúčastnila pochodu za volební právo žen v New Yorku.

### Kontroverze a soud
Časopis „Nová pravá žena” vycházel až do ledna 1918, než byl japonskou vládou potlačen. Časopis byl známý svými na svou dobu radikálními tématy, neboť kritizoval manželství a jako první japonská publikace otevřeně hovořil o používání antikoncepce. Potlačování jeho činnosti se týkalo i veřejných přednášek. Komako již nebylo dovoleno pořádat setkání na veřejných místech. V reakci na kroky japonské vlády Komako napsala a hrála hlavní roli ve hře s názvem „Nevědomost”. Jak se dalo očekávat, japonská vláda nebyla s tímto krokem spokojena a doporučila jí, aby se vrátila k hraní pokorných žen, jinak bude cenzurována uzavřením divadel. Místo toho, aby udělala, co si vláda přála, vzepřela se jejímu zákazu a všechna představení ve svém divadle uvedla zdarma. Vláda ji v reakci na to nechala zatknout. Když byla postavena před soud, vystupovala jako vlastní obhájce a vedla si tak dobře, že vláda místo aby jejímu úsilí bránila, nevědomky ho podporovala, protože její poselství se prostřednictvím procesu rozšířilo a její boj za práva žen a volební právo se stal známým po celé zemi.
Nějakou dobu po procesu se Kimurovi přestěhovali do Ameriky, kde strávili osm let života. Během této doby Komako pokračovala ve své herecké kariéře a zasazovala se o volební právo žen. Především vystupovala v Carnegie Hall a na Broadwayi. Do Ameriky se vrátili v roce 1925 a Komako napsala několik knih o meditaci a dechových technikách včetně A Textbook on the Art of Dancing (Učebnice tanečního umění) The Art of Kannon (Umění Kannon).

### Soukromí

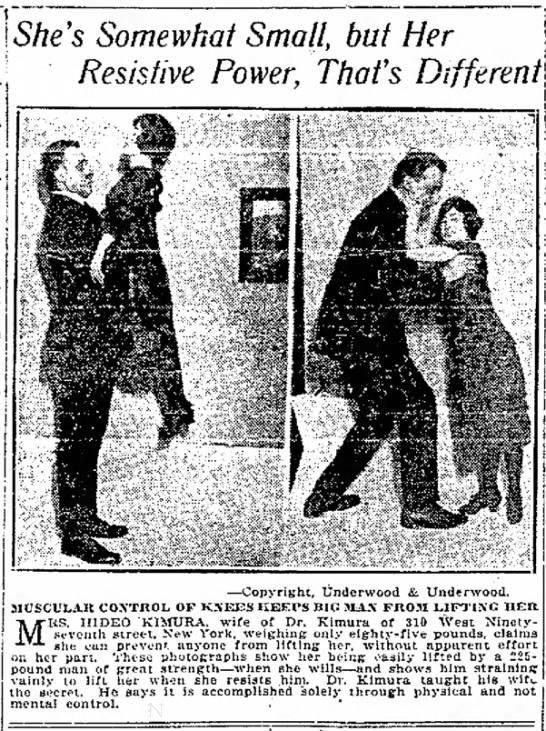
Komako a Hideo Kimurovi předvádějí techniky sebeobrany (1921)

Komako byla téměř provdána za muže, který jejím rodičům nabídl peníze, aby se stala jeho konkubínou, Komako ale utekla dříve, než ke sňatku došlo. Některé zdroje uvádějí, že utekla v den svatby, ale není jasné, zda to nebyla jen senzacechtivá domněnka pro noviny. Poté vystřídala řadu zaměstnání, od té, kdy byla první telefonní operátorkou v Kumamoto, až po učitelku, zatímco ji živil její přítel Bansaku Kimura, který zbohatl výrobou sójové omáčky. Možná se v té době také tři roky učila jako gejša v Nagoji. Stále však toužila po vzrušujícím a vysoce postaveném životě herečky. Zamilovala se do Bansakuova synovce, rozvedeného Hidea Kimury, který vystudoval religionistiku na univerzitě v Berkeley a poté pracoval v medicíně a využíval k léčení postupy, jako je hypnóza. V únoru 1908 se jim narodil nemanželský syn, kterého pojmenovali Šúdži. Podle Komako jeho jméno znamenalo „život a smrt”, protože to „vystihuje příběh člověka”.
V květnu 1909 se rodina přestěhovala do Tokia, kde se legálně vzali a na podzim 1911 se jim narodilo další dítě. Komako zde navštěvovala kurzy herectví, ale přestala, když jí v roce 1912 zemřela roční dcera. Kimurovi se přestěhovali do New Yorku nějaký čas po pochodu za volební právo v roce 1917 a předváděli japonské tělovýchovné disciplíny a vedli náboženské obřady.
Komako Kimura se svými texty, projevy a divadelními vystoupeními, významně podílela na japonském hnutí za volební právo žen, které vyvrcholilo v roce 1945 změnou volebního zákona, jenž umožnil japonským ženám volit.
Zemřela v roce 1980 ve věku 92 let.